# Alessandro Appiano
Alessandro Appiano (Piombino, 1558 – Piombino, 29 settembre 1589) è stato l'undicesimo Signore di Piombino dal 21 maggio 1585 al 29 settembre 1589.

## Biografia
Figlio naturale, poi legittimato nel 1559 per decreto dell'imperatore Ferdinando I d'Asburgo, di Jacopo VI e Oriettina Fieschi (cognata di Jacopo in quanto moglie del fratellastro Alfonsino), ebbe cinque figli: Jacopo VII e Isabella, futuri principi di Piombino, Vittoria, Garzia e Leonora.
Nel 1580 sposa Isabella de Mendoza, figlia di Barbara e Pedro de Mendoza Conte di Binasco.
Alessandro, nella sua vita si trovò spesso fuori dallo Stato sia per ragioni politiche e diplomatiche sia per diletto. Frequenti erano le sue visite a Genova, così come Siena e Roma. È certo che avesse molti nemici così come molte amanti.
Il 29 settembre 1589 un gruppo di congiurati uccide Alessandro all'angolo tra via Trapalazzi (attuale via Giuseppe Garibaldi) e via Malpertuso.
Dopo la morte di Alessandro, la reggenza dello Stato passa alla moglie Isabella e al suo amante don Felix d'Aragona ma il Re di Spagna Filippo II, che non aveva chiari i colpevoli e le reali ragioni dell'assassinio di Alessandro acquisì direttamente, in quanto protettore della Signoria, Piombino ed il suo contado, instaurò un processo alla ricerca dei colpevoli ed investì Signore il figlio di Alessandro, Jacopo VII.

### L'assassinio di Alessandro Appiano
La tradizione e la linea di pensiero di alcuni storici era volta a far credere che l'assassinio di Alessandro Appiani sia stato frutto di una congiura di natura popolare per la sua natura tiranna e dissipata o la vendetta di un parente di una delle tante donzelle piombinesi che amava frequentare o tutt'e due le cose. In realtà, tramite l'esame di documenti cruciali, sappiamo che la congiura che costò la vita ad Alessandro fu l'epilogo di ben altra vicenda. Detto Signore era di temperamento forte e dispotico, di carattere difficile, ma lo era per lo più con le classi più abbienti, i ceti alti, i nobili e i suoi pari regnanti in altri Stati; era invece assai generoso e magnanimo col popolo e la cittadinanza media, ne sono di riprova le numerose riforme fiscali atte ad alleggerire tasse e gabelle sulle necessità primarie. Con questo non stiamo ad intendere che il popolo lo amasse o lo osannasse ma di certo non lo odiava a tal punto di organizzare e mettere in atto una congiura.
Molte fonti storiche determinanti, documentazioni e cronache d'epoca mettono in chiaro la situazione: la congiura che costò la vita ad Alessandro fu un gesto politico, un golpe cruento, un autentico colpo di Stato atto a spodestare lui e la famiglia Appiani dalla sovranità di Piombino.
Ripercorrendo la storia di Alessandro, sappiamo essere sposato con Isabella de Mendoza, nobildonna spagnola figlia del Conte di Binasco e che a Piombino vi fosse (secondo i vigenti trattati di alleanze e protezione) una nutrita guarnigione spagnola a protezione della città e della Signoria, al comando del Capitano don Felix d'Aragona. La vita privata tra Alessandro e la moglie era un rapporto di convenienza e vite separate; sovente, Alessandro soggiornava fuori Stato, spesso a Genova, altre volte e Siena o Roma ed era noto a tutti che, di indole libertina, amasse sostenere relazioni extraconiugali con altre donne, con predilezione verso le popolane. Altrettanto nota era la relazione, alcune volte imbarazzante e spudorata che, da anni, Isabella portava avanti con don Felix; uno spiacevole episodio, riportano le cronache, accadde una notte che un cortigiano sorprese in camera da letto i due, in una stanza del palazzo: tempo dopo ne parlò con qualcuno, facendo nascere il pettegolezzo, pettegolezzo che gli costò la vita. Ad ogni modo l'uno sapeva dei tradimenti dell'altro, ma la cosa andava bene così.
Ma le bramosie di potere che Isabella nutriva col suo amante Felix d'Aragona portarono i due, nel tempo, a premeditare, organizzare, pianificare con il coinvolgimento delle famiglie più in spicco e della nobiltà piombinese, la congiura ai danni del marito.

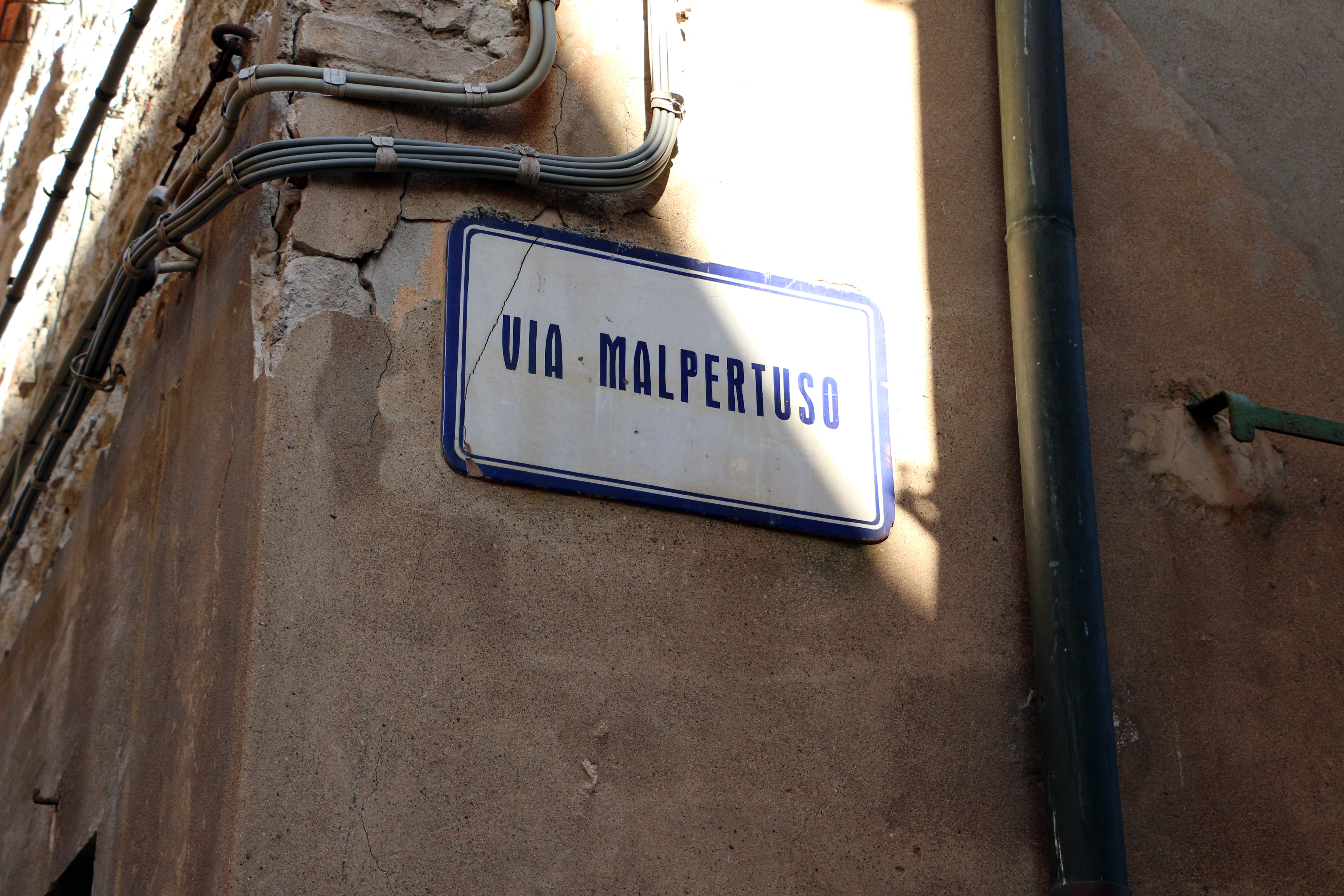
Via Malpertuso, luogo dell'assassinio.

Ripercorrendo i fatti, la sera del 28 settembre 1589, Alessandro faceva ritorno al suo Palazzo in Cittadella passando per via Trapalazzi accompagnato da una piccola scorta; giunto all'angolo con via Malpertuso, qualcuno, da una finestra del primo o secondo piano gli sparò; la guarnigione in suo accompagno, si dileguò istantaneamente (e questo fa capire la complice premeditazione); lui cadde, si rialzò, provò a portarsi avanti di qualche passo ma, ferito, ricadde; cinque uomini uscirono da un portone e, la tradizione vuole, appoggiandosi ad una pietra dove in seguito è stata collocata una lapide con l'incisione di una croce e di quattro lettere F-P-M-D (Facinoronsi Plumbinensis Mortem Dederunt), a ricordo dell'accaduto, fu trucidato con pugnali, alabarde e mazze. I cinque sicari erano: Ciapino Pagnali, Filippo Ferracchio, Domenico Vecchioni, Giovanni Volpi e Mazzaferrata Mazzaferrati; le successive indagini hanno portato a smascherare che, oltre gli esecutori materiali, della congiura avevano preso parte esponenti, tra le maggiori e più influenti famiglie piombinesi: Bernardino Barbetti, Muzio Pierini, Gianbossa e Giacomo Buzzaglia, Jacopo Calafati, Matteo Del Prete, Girolamo Todi, Tommaso Venturi, Francesco Belloni, Francesco Cini, Cesare Gatani, Niccolò Calafati, Ambrogio Falconetti, Pietro Moredani, Tullio Trinità e Agostino Garofani.
In quel momento, Felix ed Isabella si trovavano a messa presso la chiesa popolana chiesa di San Francesco fuori le mura, in un contesto molto affollato e ben visibile ai molti presenti. La città subito seppe e reagì: il panico iniziò a diffondersi tra le strade al grido di persone che correvano qua e là col terrore dell'avvenuto. Un ufficiale della guardia spagnola, per caso, riuscì a catturare i cinque sicari in fuga; subito incarcerati, vennero rilasciati la mattina seguente su ordine di Don Felix. Tal gesto provocò sgomento, incredulità e disapprovazione tra la popolazione che, tra la quale, molti si stavano armando di forconi, mazze o altre armi improprie alla ricerca degli assassini per far giustizia del defunto Signore. 
Ma don Felix fece in modo, applicando misure drastiche, che la calma fosse ripristinata: stabilì ronde, pattugliamenti, ad ogni angolo delle strade soldati pronti a reprimere qualsiasi tentativo di sovversione, soldati che, secondo le cronache di allora, molestavano con soprusi, arroganze e minacce gratuite la popolazione inerme e sgomenta di ciò che stesse succedendo.
Contemporaneamente Isabella era divenuta Signora di Piombino e Felix regnava con lei; ma per essere ufficialmente co-reggente avrebbe dovuto convolare a nozze, così che ne chiese la mano al padre, dal quale però ebbe un netto rifiuto. Allestì quindi una manifestazione in piazza alla presenza dei Padri Anziani e dei Priori invitando solamente la popolazione che sapeva a lui esser favorevole al fine di essere acclamato: azione dimostrativa atta a mostrarsi come unico difensore del popolo e meritevole di esserne Signore.
Ma nel gennaio 1590 il Re di Spagna, Filippo II, al quale le cose non tornavano e intendeva far chiarezza sull'accaduto, inviò a Piombino una guarnigione militare agli ordini di un suo stretto fiduciatario insieme ad un magistrato; furono disposti interrogatori e processi, dai quali, non emersero colpe imputanti alla popolazione, bensì proprio a don Felix: egli venne immediatamente arrestato e sottoposto a processo a Napoli il 27 maggio 1595, fu dichiarato colpevole e condannato al carcere a vita. Individuati anche i cinque sicari e tutti coloro che si erano reso complici nella congiura, essi ebbero una fine assai peggiore: Ferraccio, Pagnali, Volpi, Mazzaferrata, furono impiccati e poi pubblicamente squartati; il Vecchioni morì in carcere, prima dell'esecuzione, forse suicida; degli altri complici, le pene non sono chiare, ma sappiamo variarono a seconda del coinvolgimento: alcuni scomparvero, altri vennero pubblicamente torturati e poi rilasciati. Cronache del tempo riportano, senza però conoscerne il nome, come uno di questi venne condannato a morte e scontato il supplizio: rinchiuso in una botte chiodata, venne fatto rotolare per una via in discesa, forse via del Fossato, forse via Bologna.
Isabella invece, che seppe mostrare incredibili qualità mendaci e teatrali, fece credere tutti della sua estraneità ai fatti e della sua innocenza; addirittura, Ferdinando I, Granduca di Toscana, volle suggerirle di recarsi a Genova presso persone a lui fidate perché lì potesse stare a sicuro e in serena attesa che i processi terminassero, tanto era convinto della sua innocenza. E proprio a Genova, ricevette nell'aprile del 1590 ambasciatori e Priori piombinesi che giurarono fedeltà a lei e al figlio Jacopo VII, futuro principe.

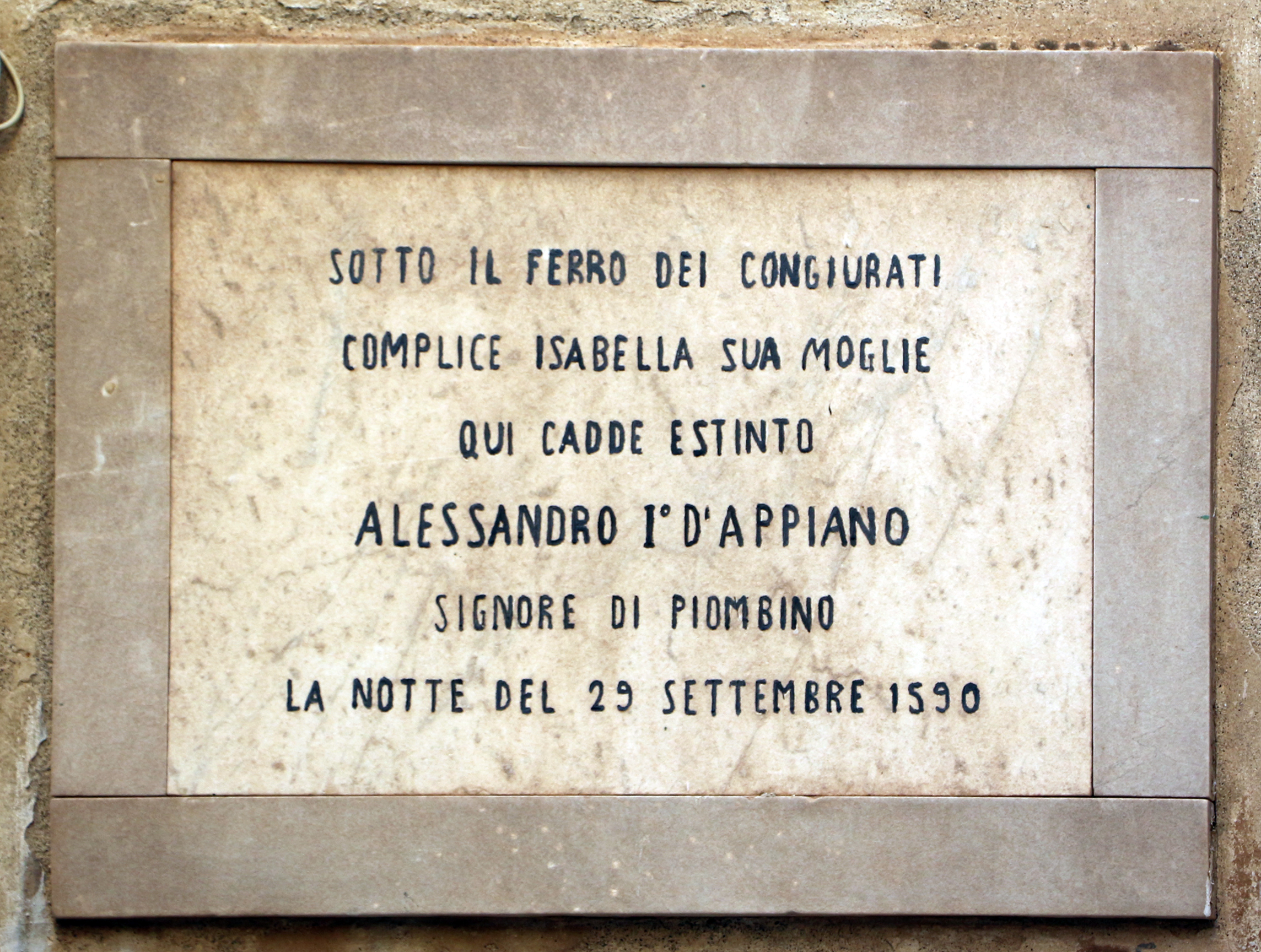
La targa posta nel punto in cui morì Alessandro Appiano.

A dire il vero, non tutti cedettero alla sua totale estraneità ai fatti; documentazioni d'epoca riportano come successivamente il fratello di Alessandro, Alemanno Appiani, non convinto ed amareggiato dell'esito del processo dichiarò formalmente al Pontefice, Papa Clemente VIII, (19 aprile 1599) che Isabella fosse un'assassina, la mente della congiura al marito e Signore di Piombino (accusa di uxoricidio). 
Nonostante ciò, il processo la vide non colpevole ed il popolo ebbe fede e stima in lei; e non solo il popolo, tanto che il 7 febbraio 1594, su decreto Reale dell'Imperatore Rodolfo II venne investita Principessa e Piombino, dunque, da Signoria diveniva Principato.
Nel punto in cui Alessandro venne ucciso, negli anni settanta del XIX secolo, il Comune di Piombino volle porre una targa marmorea a memoria dell'accaduto, sopra quell'antica pietra sulla quale una mano ignota, a pochi giorni dal fatto, incise una croce e l'acronimo sopra riportato. Il testo della targa, in italiano, è il seguente:

## Ascendenza
|                                         |                 |                                           | Genitori                                      |  |  | Nonni |  |  | Bisnonni                               |  |  | Trisnonni                               |  |
|                                         |                 |                                           |                                               |  |  |       |  |  | Jacopo IV Appiano, signore di Piombino |  |  | Jacopo III Appiano, signore di Piombino |  |
|                                         |                 |                                           |                                               |  |  |       |  |  | Jacopo IV Appiano, signore di Piombino |  |  | Jacopo III Appiano, signore di Piombino |  |
|                                         |                 | Battistina Fregoso                        |                                               |  |  |       |  |  | Jacopo IV Appiano, signore di Piombino |  |  |                                         |  |
| Jacopo V Appiano, signore di Piombino   |                 |                                           |                                               |  |  |       |  |  | Jacopo IV Appiano, signore di Piombino |  |  |                                         |  |
|                                         |                 | Vittoria Todeschini Piccolomini d'Aragona | Antonio Todeschini Piccolomini, duca d'Amalfi |  |  |       |  |  |                                        |  |  |                                         |  |
|                                         |                 | Vittoria Todeschini Piccolomini d'Aragona | Antonio Todeschini Piccolomini, duca d'Amalfi |  |  |       |  |  |                                        |  |  |                                         |  |
|                                         |                 | Vittoria Todeschini Piccolomini d'Aragona | Maria d'Aragona                               |  |  |       |  |  |                                        |  |  |                                         |  |
| Jacopo VI Appiano, signore di Piombino  |                 | Vittoria Todeschini Piccolomini d'Aragona |                                               |  |  |       |  |  |                                        |  |  |                                         |  |
|                                         |                 | Jacopo Salviati                           | Giovanni Salviati                             |  |  |       |  |  |                                        |  |  |                                         |  |
|                                         |                 | Jacopo Salviati                           | Giovanni Salviati                             |  |  |       |  |  |                                        |  |  |                                         |  |
|                                         |                 | Jacopo Salviati                           | Elena Gondi                                   |  |  |       |  |  |                                        |  |  |                                         |  |
| Elena Salviati                          |                 | Jacopo Salviati                           |                                               |  |  |       |  |  |                                        |  |  |                                         |  |
|                                         |                 | Lucrezia de' Medici                       | Lorenzo de' Medici, signore di Firenze        |  |  |       |  |  |                                        |  |  |                                         |  |
|                                         |                 | Lucrezia de' Medici                       | Lorenzo de' Medici, signore di Firenze        |  |  |       |  |  |                                        |  |  |                                         |  |
|                                         |                 | Lucrezia de' Medici                       | Clarice Orsini                                |  |  |       |  |  |                                        |  |  |                                         |  |
| Alessandro Appiano, signore di Piombino |                 | Lucrezia de' Medici                       |                                               |  |  |       |  |  |                                        |  |  |                                         |  |
|                                         | Giacomo Fieschi | Paride Fieschi                            |                                               |  |  |       |  |  |                                        |  |  |                                         |  |
|                                         | Giacomo Fieschi | Paride Fieschi                            |                                               |  |  |       |  |  |                                        |  |  |                                         |  |
|                                         | Giacomo Fieschi | Bianca Salvago                            |                                               |  |  |       |  |  |                                        |  |  |                                         |  |
| Ettore Fieschi, conte di Savignone      | Giacomo Fieschi |                                           |                                               |  |  |       |  |  |                                        |  |  |                                         |  |
|                                         |                 | Simona Sauli                              | Bandinello Sauli, marchese di Chios           |  |  |       |  |  |                                        |  |  |                                         |  |
|                                         |                 | Simona Sauli                              | Bandinello Sauli, marchese di Chios           |  |  |       |  |  |                                        |  |  |                                         |  |
|                                         |                 | Simona Sauli                              | Oriettina Pinelli                             |  |  |       |  |  |                                        |  |  |                                         |  |
| Oriettina Fieschi                       |                 | Simona Sauli                              |                                               |  |  |       |  |  |                                        |  |  |                                         |  |
|                                         |                 | Giovanni Ambrogio Fieschi                 | Giacomo Fieschi, viceré di Napoli             |  |  |       |  |  |                                        |  |  |                                         |  |
|                                         |                 | Giovanni Ambrogio Fieschi                 | Giacomo Fieschi, viceré di Napoli             |  |  |       |  |  |                                        |  |  |                                         |  |
|                                         |                 | Giovanni Ambrogio Fieschi                 | Selvaggia Fieschi                             |  |  |       |  |  |                                        |  |  |                                         |  |
| Maria Fieschi                           |                 | Giovanni Ambrogio Fieschi                 |                                               |  |  |       |  |  |                                        |  |  |                                         |  |
|                                         |                 | Bartolomea Doria                          | Ceva Doria, co-signore di Oneglia             |  |  |       |  |  |                                        |  |  |                                         |  |
|                                         |                 | Bartolomea Doria                          | Ceva Doria, co-signore di Oneglia             |  |  |       |  |  |                                        |  |  |                                         |  |
|                                         |                 | Bartolomea Doria                          | Caracosa Doria di Dolceacqua                  |  |  |       |  |  |                                        |  |  |                                         |  |
|                                         |                 | Bartolomea Doria                          |                                               |  |  |       |  |  |                                        |  |  |                                         |  |